# Мур, Дэмиен
Дэ́миен Му́р (англ. Damien Moore; род. 26 апреля 1980, Уэркингтон, Камбрия, Великобритания) — британский политик, член палаты общин Великобритании от консервативной партии с 2017 года. Парламентский личный секретарь при кабинете министров с 2019 года.

## Личная жизнь
Родился в Уоркингтоне 26 апреля 1980 года. В 2002 году переехал в Престон и поступил в Университет Центрального Ланкашира, который окончил со степенью бакалавра истории. До занятия политикой работал в сфере торговли и занимал разные должности в розничном секторе, дослужившись до должности менеджера по розничной торговле в супермаркете сети «Asda». В настоящее время проживает в Саутпорте. Дэмиен Мур — открытый гомосексуал.

## Политическая карьера
Вступил в партию консерваторов. Впервые был избран советником в Престонский городской совет от прихода Грейфраерс 3 мая 2010 года. Хотя процент голосов отданных за консерваторов оказался ниже, чем на предыдущих выборах, Мур победил с подавляющим большинством. Он был переизбран с большинством голосов на выборах 5 мая 2016 года. Занимал должность заместителя лидера фракции консерваторов в Престонском городском совете и председателя Престонской консервативной ассоциации. Баллотировался в качестве кандидата от консерваторов в районе Престон-Уэст на выборах в Совет графства Ланкашир в 2013 и 2017 годах, но безуспешно.
Баллотировался от партии консерваторов в избирательном округе Саутпорт на парламентских выборах 2015 года, но потерпел неудачу, уступив либеральному демократу Джону Пью. После отказа последнего участвовать в следующих выборах, Мур добился 7,6% голосов от либеральных демократов и победил на парламентских выборах 2017 года, став первым консервативным депутатом в этом округе с 1997 года и первым открытым гомосексуалом, избранным в парламент от Саутпорта. После выборов он остался единственным членом парламента от консерваторов в Мерсисайде. В преддверии выборов в Престонский городской совет 2018 года Мур подал в отставку с поста городского советника.
В парламенте он голосовал за выход Великобритании из Европейского Союза. 11 сентября 2017 года был назначен в Комитет по петициям, который помогает представителям общественности напрямую поднимать вопросы в палате общин. С января 2018 года он также работал в Комитете по науке и технике.
Незадолго до его переизбрания в декабре 2019 года в письме Министерства общин и местного самоуправления сообщалось, что утверждение Мура о том, что он «получил двадцать пять миллионов фунтов стерлингов для финансирования Саутпорта», на самом деле не соответствовало действительности.
Мур выступает против антисемитизма и поддерживает развитие дружеских отношений Великобритании с государством Израиль; он пользуется уважением и поддержкой небольшой еврейской общины в Саутпорте.